# Fotbalisté Juventusu FC
Níže jsou historické statistiky fotbalistů italského fotbalového klubu Juventus FC.

## Tabulky

### Podle oficiálních zápasů
Údaje jsou k 11. 8. 2024.
| Celkový počet zápasů | Celkový počet zápasů | Celkový počet zápasů |  | V lize | V lize                          | V lize |  | V domácím poháru | V domácím poháru     | V domácím poháru |  | V Evropských pohárech | V Evropských pohárech | V Evropských pohárech |
| Pořadí               | Jméno                | Počet                |  | Pořadí | Jméno                           | Počet  |  | Pořadí           | Jméno                | Počet            |  | Pořadí                | Jméno                 | Počet                 |
| 1.                   | Alessandro Del Piero | 705                  |  | 1.     | Gianluigi Buffon                | 489    |  | 1.               | Giuseppe Furino      | 89               |  | 1.                    | Alessandro Del Piero  | 129                   |
| 2.                   | Gianluigi Buffon     | 685                  |  | 2.     | Alessandro Del Piero            | 478    |  | 2.               | Gaetano Scirea       | 88               |  | 2.                    | Gianluigi Buffon      | 126                   |
| 3.                   | Giorgio Chiellini    | 561                  |  | 3.     | Giampiero Boniperti             | 443    |  | 3.               | Roberto Bettega      | 74               |  | 3.                    | Leonardo Bonucci      | 102                   |
| 4.                   | Gaetano Scirea       | 552                  |  | 4.     | Giorgio Chiellini               | 393    |  | 4.               | Dino Zoff            | 74               |  | 4.                    | Giorgio Chiellini     | 92                    |
| 5.                   | Giuseppe Furino      | 528                  |  | 5.     | Gaetano Scirea                  | 377    |  | 5.               | Sergio Brio          | 73               |  | 5.                    | Alessio Tacchinardi   | 92                    |
| 6.                   | Leonardo Bonucci     | 502                  |  | 6.     | Giuseppe Furino                 | 361    |  | 6.               | Antonio Cabrini      | 72               |  | 6.                    | Gaetano Scirea        | 85                    |
| 7.                   | Roberto Bettega      | 482                  |  | 7.     | Leonardo Bonucci                | 357    |  | 7.               | Franco Causio        | 70               |  | 7.                    | Roberto Bettega       | 81                    |
| 8.                   | Dino Zoff            | 476                  |  | 8.     | Sandro Salvadore                | 331    |  | 8.               | Antonello Cuccureddu | 66               |  | 8.                    | Giuseppe Furino       | 78                    |
| 9.                   | Giampiero Boniperti  | 459                  |  | 9.     | Dino Zoff                       | 330    |  | 9.               | Claudio Gentile      | 66               |  | 9.                    | Antonio Conte         | 74                    |
| 10.                  | Sandro Salvadore     | 450                  |  | 10.    | Roberto Bettega, Mario Varglien | 326    |  | 10.              | Stefano Tacconi      | 64               |  | 10.                   | Gianluca Pessotto     | 74                    |

### Podle vstřelených branek
Údaje jsou k 1. 8. 2024.
| Celkový počet branek | Celkový počet branek        | Celkový počet branek |  | V lize | V lize               | V lize |  | V domácím poháru | V domácím poháru              | V domácím poháru |  | V Evropských pohárech | V Evropských pohárech | V Evropských pohárech |
| Pořadí               | Jméno                       | Počet                |  | Pořadí | Jméno                | Počet  |  | Pořadí           | Jméno                         | Počet            |  | Pořadí                | Jméno                 | Počet                 |
| 1.                   | Alessandro Del Piero        | 290                  |  | 1.     | Alessandro Del Piero | 188    |  | 1.               | Pietro Anastasi               | 30               |  | 1.                    | Alessandro Del Piero  | 53                    |
| 2.                   | Giampiero Boniperti         | 182                  |  | 2.     | Giampiero Boniperti  | 178    |  | 2.               | Alessandro Del Piero          | 25               |  | 2.                    | David Trézéguet       | 30                    |
| 3.                   | Roberto Bettega             | 178                  |  | 3.     | Omar Sívori          | 135    |  | 3.               | Omar Sívori                   | 24               |  | 3.                    | Roberto Bettega       | 27                    |
| 4.                   | David Trézéguet             | 171                  |  | 4.     | Roberto Bettega      | 129    |  | 4.               | Roberto Bettega               | 22               |  | 4.                    | Filippo Inzaghi       | 27                    |
| 5.                   | Omar Sívori                 | 167                  |  | 5.     | Felice Borel         | 125    |  | 5.               | Michel Platini                | 16               |  | 5.                    | Pietro Anastasi       | 22                    |
| 6.                   | Felice Borel                | 161                  |  | 6.     | John Hansen          | 124    |  | 6.               | Roberto Baggio                | 14               |  | 6.                    | Roberto Baggio        | 22                    |
| 7.                   | Pietro Anastasi             | 131                  |  | 7.     | David Trézéguet      | 123    |  | 7.               | Franco Causio                 | 13               |  | 7.                    | Michel Platini        | 19                    |
| 8.                   | John Hansen                 | 124                  |  | 8.     | John Charles         | 93     |  | 8.               | John Charles                  | 12               |  | 8.                    | Fabrizio Ravanelli    | 19                    |
| 9.                   | Federico Munerati           | 115                  |  | 9.     | Guglielmo Gabetto    | 86     |  | 9.               | Guglielmo Gabetto             | 12               |  | 9.                    | Paulo Dybala          | 18                    |
| 10.                  | Roberto Baggio Paulo Dybala | 115                  |  | 10.    | Paulo Dybala         | 82     |  | 10.              | Bruno Nicolè Marcelo Zalayeta | 12               |  | 10.                   | Álvaro Morata         | 15                    |

### Rekordní přestupy
| Nákup  | Nákup             | Nákup     | Nákup       | Nákup           |  | Prodej | Prodej           | Prodej    | Prodej            | Prodej          |
| Pořadí | Jméno             | sezona    | klub        | částka          |  | Pořadí | Jméno            | sezona    | klub              | částka          |
| 1.     | Cristiano Ronaldo | 2018/2019 | Real Madrid | 117 mil. Euro   |  | 1.     | Paul Pogba       | 2016/2017 | Manchester United | 105 mil. Euro   |
| 2.     | Gonzalo Higuaín   | 2016/2017 | Neapol      | 90 mil. Euro    |  | 2.     | Zinédine Zidane  | 2001/2002 | Real Madrid       | 77,5 mil. Euro  |
| 3.     | Matthijs de Ligt  | 2019/2020 | Ajax        | 85,5 mil. Euro  |  | 3.     | Matthijs de Ligt | 2022/2023 | Bayern            | 67 mil. Euro    |
| 4.     | Dušan Vlahović    | 2021/2022 | Fiorentina  | 83,5 mil. Euro  |  | 4.     | João Cancelo     | 2019/2020 | Manchester City   | 65 mil. Euro    |
| 5.     | Arthur Melo       | 2020/2021 | Barcelona   | 80,6 mil. Euro  |  | 5.     | Miralem Pjanić   | 2020/2021 | Barcelona         | 60 mil. Euro    |
| 6.     | Teun Koopmeiners  | 2024/2025 | Atalanta    | 58,4 mil. Euro  |  | 6.     | Leonardo Bonucci | 2017/2018 | Milán             | 42 mil. Euro    |
| 7.     | Gianluigi Buffon  | 2001/2002 | Parma       | 52,88 mil. Euro |  | 7.     | Arturo Vidal     | 2015/2016 | Bayern            | 39,25 mil. Euro |
| 8.     | Douglas Luiz      | 2024/2025 | Aston Villa | 51,5 mil. Euro  |  | 8.     | Mattia Caldara   | 2018/2019 | Milán             | 37,74 mil. Euro |
| 9.     | Gleison Bremer    | 2022/2023 | Turín       | 46,9 mil. Euro  |  | 9.     | Filippo Inzaghi  | 2001/2002 | Milán             | 36,15 mil. Euro |
| 10.    | Pavel Nedvěd      | 2001/2002 | Lazio       | 45 mil. Euro    |  | 10.    | Álvaro Morata    | 2016/2017 | Real Madrid       | 30 mil. Euro    |

## Nejlepší střelci v soutěžích
| Nejlepší střelci v lize (15 prvenství)   | Nejlepší střelci v pohárech (10)        | Nejlepší střelci v Lize mistrů (3)       | Nejlepší střelci v poháru UEFA (2)  |
| ---------------------------------------- | --------------------------------------- | ---------------------------------------- | ----------------------------------- |
| Umberto Malvano (1901) 4 branky          | Riza Lushta (1941/42) 8 branek          | Paolo Rossi (1982/83) 6 branek           | Pietro Anastasi (1970/71) 10 branek |
| Ferenc Hirzer (1925/16) 35 branek        | Vittorio Sentimenti (1942/43) 5 branek  | Michel Platini (1984/85) 7 branek        | Darko Kovačević (1999/00) 10 branek |
| Felice Borel (1932/33) 29 branek         | Giampaolo Menichelli (1964/65) 3 branky | Alessandro Del Piero (1997/98) 10 branek |                                     |
| Felice Borel (1933/34) 31 branek         | Pietro Anastasi (1974/75) 9 branek      |                                          |                                     |
| Giampiero Boniperti (1947/48) 27 branek  | Fabrizio Ravanelli (1994/95) 6 branek   |                                          |                                     |
| John Hansen (1951/52) 30 branek          | Nicola Amoruso (2001/02) 6 branek       |                                          |                                     |
| John Charles (1957/58) 28 branek         | Alessandro Del Piero (2005/06) 5 branek |                                          |                                     |
| Omar Sívori (1959/60) 27 branek          | Vincenzo Iaquinta (2007/08) 4 branky    |                                          |                                     |
| Roberto Bettega (1979/80) 16 branek      | Paulo Dybala (2016/17) 4 branky         |                                          |                                     |
| Michel Platini (1982/83) 16 branek       | Dušan Vlahović (2021/22) 4 branky       |                                          |                                     |
| Michel Platini (1983/84) 20 branek       | Arkadiusz Milik (2023/24) 4 branky      |                                          |                                     |
| Michel Platini (1984/85) 18 branek       |                                         |                                          |                                     |
| David Trézéguet (2001/02) 24 branek      |                                         |                                          |                                     |
| Alessandro Del Piero (2007/08) 11 branek |                                         |                                          |                                     |
| Cristiano Ronaldo (2020/21) 29 branek    |                                         |                                          |                                     |

| Nejlepší střelci v Střed. poháru (2) | Nejlepší střelci v poháru PVP (1) | Nejlepší střelci ve 2. lize (1)          |
| ------------------------------------ | --------------------------------- | ---------------------------------------- |
| Renato Cesarini (1932) 5 branek      | Roberto Baggio (1990/91) 9 branek | Alessandro Del Piero (2006/07) 20 branek |
| Raimundo Orsi (1933) 5 branek        |                                   |                                          |

## Na velkých turnajích

### Vítězové Mistrovství světa
- Luigi Bertolini (MS 1934)
- Felice Borel (MS 1934)
- Umberto Caligaris (MS 1934)
- Gianpiero Combi (MS 1934)
- Luis Monti (MS 1934)
- Giovanni Ferrari (MS 1934)
- Raimundo Orsi (MS 1934)
- Virginio Rosetta (MS 1934)
- Mario Varglien (MS 1934)
- Alfredo Foni (MS 1938)
- Pietro Rava (MS 1938)
- Dino Zoff (MS 1982)
- Antonio Cabrini (MS 1982)
- Claudio Gentile (MS 1982)
- Gaetano Scirea (MS 1982)
- Marco Tardelli (MS 1982)
- Paolo Rossi (MS 1982)
- Didier Deschamps (MS 1998)
- Zinedine Zidane (MS 1998)
- Gianluigi Buffon (MS 2006)
- Fabio Cannavaro (MS 2006)
- Alessandro Del Piero (MS 2006)
- Mauro Camoranesi (MS 2006)
- Gianluca Zambrotta (MS 2006)
- Blaise Matuidi (MS 2018)
- Leandro Paredes (MS 2022)
- Ángel Di María (MS 2022)

Dva hráči dokonce získali „Zlatou kopačku“, čili trofej pro nejlepšího střelce Mistrovství světa. V roce 1982 to byl Paolo Rossi (6 branek) a v roce 1990 získal toto ocenění Salvatore Schillaci (6 branek).

### Účastníci Mistrovství světa
- Giampiero Boniperti (MS 1950)
- Giacomo Mari (MS 1950)
- Ermes Muccinelli (MS 1950)
- Carlo Parola (MS 1950)
- Giampiero Boniperti (MS 1954)
- Giacomo Mari (MS 1954)
- Ermes Muccinelli (MS 1954)
- Giovanni Viola (MS 1954)
- Rino Ferrario (MS 1954)
- Bruno Mora (MS 1962)
- Omar Sívori (MS 1962)
- Roberto Anzolin (MS 1966)
- Gianfranco Leoncini (MS 1966)
- Sandro Salvadore (MS 1966)
- Luis del Sol (MS 1966)
- Giuseppe Furino (MS 1970)
- Helmut Haller (MS 1970)
- Dino Zoff (MS 1974)
- Luciano Spinosi (MS 1974)
- Francesco Morini (MS 1974)
- Fabio Capello (MS 1974)
- Franco Causio (MS 1974)
- Pietro Anastasi (MS 1974)
- Dino Zoff (MS 1978)
- Franco Causio (MS 1978)
- Antonio Cabrini (MS 1978)
- Antonello Cuccureddu (MS 1978)
- Claudio Gentile (MS 1978)
- Gaetano Scirea (MS 1978)
- Romeo Benetti (MS 1978)
- Marco Tardelli (MS 1978)
- Roberto Bettega (MS 1978)
- Antonio Cabrini (MS 1986)
- Gaetano Scirea (MS 1986)
- Aldo Serena (MS 1986)
- Michael Laudrup (MS 1986)
- Luigi De Agostini (MS 1990)
- Stefano Tacconi (MS 1990)
- Giancarlo Marocchi (MS 1990)
- Salvatore Schillaci (MS 1990)
- Sergej Alejnikov (MS 1990)
- Oleksandr Zavarov (MS 1990)
- Roberto Baggio (MS 1994)
- Dino Baggio (MS 1994)
- Antonio Conte (MS 1994)
- Jürgen Kohler (MS 1994)
- Andreas Möller (MS 1994)
- Gianluca Pessotto (MS 1998)
- Moreno Torricelli (MS 1998)
- Alessandro Del Piero (MS 1998)
- Angelo Di Livio (MS 1998)
- Filippo Inzaghi (MS 1998)
- Edgar Davids (MS 1998)
- Gianluigi Buffon (MS 2002)
- Alessandro Del Piero (MS 2002)
- Mark Iuliano (MS 2002)
- Gianluca Zambrotta (MS 2002)
- Lilian Thuram (MS 2002)
- David Trezeguet (MS 2002)
- Paolo Montero (MS 2002)
- Fabián Carini (MS 2002)
- Zlatan Ibrahimovič (MS 2006)
- Pavel Nedvěd (MS 2006)
- Emerson (MS 2006)
- Robert Kovač (MS 2006)
- Igor Tudor (MS 2006)
- Lilian Thuram (MS 2006)
- David Trezeguet (MS 2006)
- Patrick Vieira (MS 2006)
- Gianluigi Buffon (MS 2010)
- Giorgio Chiellini (MS 2010)
- Fabio Cannavaro (MS 2010)
- Vincenzo Iaquinta (MS 2010)
- Claudio Marchisio (MS 2010)
- Mauro Camoranesi (MS 2010)
- Christian Poulsen (MS 2010)
- Felipe Melo (MS 2010)
- Gianluigi Buffon (MS 2014)
- Giorgio Chiellini (MS 2014)
- Claudio Marchisio (MS 2014)
- Andrea Barzagli (MS 2014)
- Leonardo Bonucci (MS 2014)
- Andrea Pirlo (MS 2014)
- Martín Cáceres (MS 2014)
- Paul Pogba (MS 2014)
- Stephan Lichtsteiner (MS 2014)
- Kwadwo Asamoah (MS 2014)
- Mauricio Isla (MS 2014)
- Arturo Vidal (MS 2014)
- Rodrigo Bentancur (MS 2018)
- Medhi Benatia (MS 2018)
- Gonzalo Higuaín (MS 2018)
- Paulo Dybala (MS 2018)
- Mario Mandžukić (MS 2018)
- Douglas Costa (MS 2018)
- Stephan Lichtsteiner (MS 2018)
- Sami Khedira (MS 2018)
- Juan Cuadrado (MS 2018)
- Wojciech Szczęsny (MS 2018)
- Weston McKennie (MS 2022)
- Wojciech Szczęsny (MS 2022)
- Arkadiusz Milik (MS 2022)
- Adrien Rabiot (MS 2022)
- Danilo (MS 2022)
- Gleison Bremer (MS 2022)
- Filip Kostić (MS 2022)
- Dušan Vlahović (MS 2022)

### Vítězové Mistrovství Evropy
- Luis del Sol (ME 1964)
- Giancarlo Bercellino (ME 1968)
- Ernesto Castano (ME 1968)
- Sandro Salvadore (ME 1968)
- Michel Platini (ME 1984)
- Zinédine Zidane (ME 2000)
- Giorgio Chiellini (ME 2020)
- Federico Chiesa (ME 2020)
- Leonardo Bonucci (ME 2020)
- Federico Bernardeschi (ME 2020)

### Účastníci Mistrovství Evropy
- Dino Zoff (ME 1980)
- Antonio Cabrini (ME 1980)
- Claudio Gentile (ME 1980)
- Gaetano Scirea (ME 1980)
- Marco Tardelli (ME 1980)
- Roberto Bettega (ME 1980)
- Franco Causio (ME 1980)
- Michael Laudrup (ME 1988)
- Stefan Reuter (ME 1992)
- Jürgen Kohler (ME 1992)
- Angelo Peruzzi (ME 1996)
- Moreno Torricelli (ME 1996)
- Alessandro Del Piero (ME 1996)
- Angelo Di Livio (ME 1996)
- Fabrizio Ravanelli (ME 1996)
- Didier Deschamps (ME 1996)
- Paulo Sousa (ME 1996)
- Darko Kovačević (ME 2000)
- Zinédine Zidane (ME 2000)
- Edwin van der Sar (ME 2000)
- Edgar Davids (ME 2000)
- Ciro Ferrara (ME 2000)
- Antonio Conte (ME 2000)
- Alessandro Del Piero (ME 2000)
- Filippo Inzaghi (ME 2000)
- Gianluca Pessotto (ME 2000)
- Mark Iuliano (ME 2000)
- Gianluca Zambrotta (ME 2000)
- Igor Tudor (ME 2004)
- Lilian Thuram (ME 2004)
- David Trezeguet (ME 2004)
- Pavel Nedvěd (ME 2004)
- Gianluigi Buffon (ME 2004)
- Alessandro Del Piero (ME 2004)
- Mauro Camoranesi (ME 2004)
- Marco Di Vaio (ME 2004)
- Gianluca Zambrotta (ME 2004)
- Zdeněk Grygera (ME 2008)
- Gianluigi Buffon (ME 2008)
- Alessandro Del Piero (ME 2008)
- Mauro Camoranesi (ME 2008)
- Giorgio Chiellini (ME 2008)
- Gianluigi Buffon (ME 2012)
- Claudio Marchisio (ME 2012)
- Emanuele Giaccherini (ME 2012)
- Andrea Barzagli (ME 2012)
- Leonardo Bonucci (ME 2012)
- Giorgio Chiellini (ME 2012)
- Andrea Pirlo (ME 2012)
- Patrice Evra (ME 2016)
- Paul Pogba (ME 2016)
- Stephan Lichtsteiner (ME 2016)
- Sami Khedira (ME 2016)
- Mario Mandžukić (ME 2016)
- Álvaro Morata (ME 2016)
- Gianluigi Buffon (ME 2016)
- Simone Zaza (ME 2016)
- Andrea Barzagli (ME 2016)
- Leonardo Bonucci (ME 2016)
- Giorgio Chiellini (ME 2016)
- Stefano Sturaro (ME 2016)
- Merih Demiral (ME 2020)
- Aaron Ramsey (ME 2020)
- Matthijs de Ligt (ME 2020)
- Álvaro Morata (ME 2020)
- Dejan Kulusevski (ME 2020)
- Wojciech Szczęsny (ME 2020)
- Cristiano Ronaldo (ME 2020)
- Adrien Rabiot (ME 2020)
- Federico Chiesa (ME 2024)
- Nicolò Fagioli (ME 2024)
- Andrea Cambiaso (ME 2024)
- Federico Gatti (ME 2024)
- Wojciech Szczęsny (ME 2024)
- Adrien Rabiot (ME 2024)
- Dušan Vlahović (ME 2024)
- Filip Kostić (ME 2024)
- Kenan Yıldız (ME 2024)

### Vítězové Copa América
- Arturo Vidal (CA 2015)
- Alex Sandro (CA 2019)

### Účastníci Copa América
- Paolo Montero (CA 2004)
- Roberto Pereyra (CA 2015)
- Carlos Tévez (CA 2015)
- Juan Cuadrado (CA 2016)
- Martín Cáceres (CA 2019)
- Rodrigo Bentancur (CA 2019)
- Juan Cuadrado (CA 2019)
- Paulo Dybala (CA 2019)
- Alex Sandro (CA 2021)
- Danilo (CA 2021)
- Juan Cuadrado (CA 2021)
- Rodrigo Bentancur (CA 2021)
- Bremer (CA 2024)
- Danilo (CA 2024)
- Weston McKennie (CA 2024)
- Timothy Weah (CA 2024)

### Účastníci Afrického poháru národů
- Sunday Oliseh (APN 2000)
- Mohamed Sissoko (APN 2010)
- Kwadwo Asamoah (APN 2013)
- Medhi Benatia (APN 2017)
- Mario Lemina (APN 2017)

### Vítězové Olympijských her
- Alfredo Foni (OH 1936)
- Pietro Rava (OH 1936)

### Účastníci Olympijských her
- Pio Ferraris (OH 1920)
- Antonio Bruna (OH 1920)
- Antonio Bruna (OH 1924)
- Gianpiero Combi (OH 1924)
- Virginio Rosetta (OH 1924)
- Virginio Rosetta (OH 1928)
- Pasquale Vivolo (OH 1952)
- Rino Ferrario (OH 1952)
- Giampiero Boniperti (OH 1952)
- Giuseppe Corradi (OH 1952)
- Giorgio Rossano (OH 1960)
- Beniamino Vignola (OH 1984)
- Angelo Peruzzi (OH 1992)
- Eugenio Corini (OH 1992)
- Marco Zanchi (OH 2000)
- Gianluca Zambrotta (OH 2000)
- Stephen Appiah (OH 2004)
- Paolo De Ceglie (OH 2008)
- Claudio Marchisio (OH 2008)
- Sebastian Giovinco (OH 2008)

## Ocenění

### Zlatý míč
Za nejvýznamnější individuální trofej je považován Zlatý míč, udělovaný dříve časopisem France Football a od roku 2010 ji uděluje federace FIFA. Jen málokterý klub se může pyšnit hned 6 vítězi této trofeje. Povedlo se to jen Milánu a Barceloně. Celkem 3× (v řadě) to dokázal francouzský fotbalista Michel Platini. Před ním to dokázali Omar Sívori (1961) a Paolo Rossi (1982). Po něm to byli Roberto Baggio (1993), Zinédine Zidane (1998) a jako doposud poslední držitel byl vybrán Pavel Nedvěd. Český záložník ji získal v roce 2003.
- Omar Sívori (1961)
- Paolo Rossi (1983)
- Michel Platini (1983)
- Michel Platini (1984)
- Michel Platini (1985)
- Roberto Baggio (1993)
- Zinédine Zidane (1998)
- Pavel Nedvěd (2003)

### Fotbalista roku
Druhým nejvýznamnějším oceněním je Fotbalista roku (FIFA), které uděluje FIFA nejlepšímu hráči uplynulé sezony. V roce 2010 se toto ocenění sloučilo se Zlatým míčem, aby o nejlepším hráči světa rozhodla jen jedna nejvýznamnější anketa. Toto ocenění získali celkem 3 hráči hrající za Juventus. V roce 1993 zvítězil (ve třetím ročníku ankety) Roberto Baggio, jako třetí hráč italských klubů. Ročník 1998 ovládl Zinedine Zidane, který zvítězil i o dva roky později a v roce 2003 ovládl anketu v dresu Realu Madrid. Doposud posledním hráčem Juve, který se stal Fotbalistou roku, byl Fabio Cannavaro (rok 2006).
- Roberto Baggio (1993)
- Zinédine Zidane (1998)
- Zinédine Zidane (2000)
- Fabio Cannavaro (2006)[pozn. 1]

### Cena Bravo
- Massimo Bonini (1983)
- Alessandro Del Piero (1996)
- Paul Pogba (2014)

### Fotbalista roku podle World Soccer
- Paolo Rossi (1983)
- Michel Platini (1984)
- Michel Platini (1985)
- Roberto Baggio (1993)
- Gianluca Vialli (1995)
- Zinédine Zidane (1998)
- Pavel Nedvěd (2003)
- Fabio Cannavaro (2006)

## Česká stopa

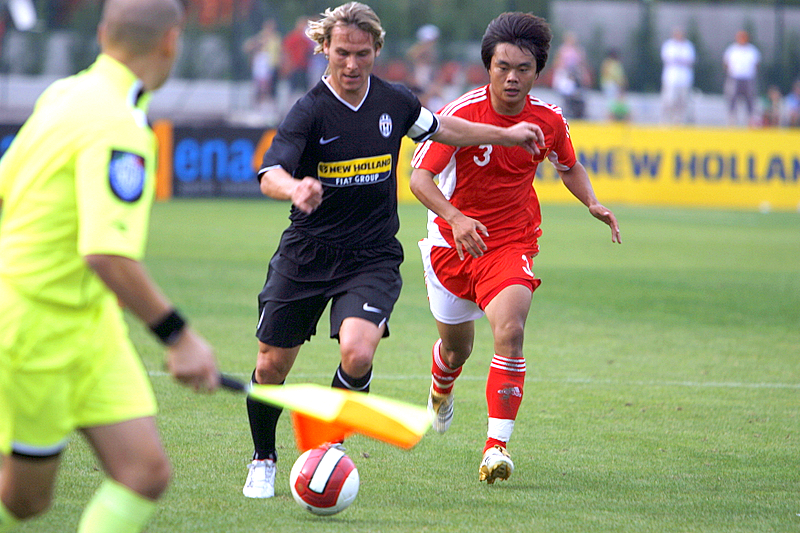
Pavel Nedvěd (vlevo) proslavil Českou republiku v Juventusu. V roce 2003 získal Zlatý míč pro nejlepšího fotbalistu Evropy (světa).

Asi žádný světový velkoklub nemá ve své historii tak výraznou českou stopu jako Juventus FC. Čeští hráči zde získali velké úspěchy. Vrátka českým hráčům otevřel Čestmír Vycpálek. Jeden z členů slavné meziválečné dynastie SK Slavia Praha, se kterým získal pět mistrovských titulů. Krátce po druhé světové válce odešel do Itálie, kde hrál právě za Juventus. Po jedné sezoně, kdy odehrál 27 zápasů a vstřelil 5 gólů odešel do US Città di Palermo, kde strávil 5 sezon. Po ukončení kariéry se do Juve vrátil jako trenér a byl členem realizačního týmu mezi lety 1970-74. S týmem získal dva mistrovské tituly a probojoval se do finále Poháru mistrů evropských zemí.
Druhým a nejvýznamnějším českým hráčem ve službách Juventusu byl (a stále je) Pavel Nedvěd. Legendární záložník sem přišel v roce 2001 z týmu Lazio Řím. Během osmi sezon zde odehrál 327 zápasů a vstřelil 65 gólů. Celkem 4× získal italský titul Serie A (později byly dva tituly klubu odebrány), zvítězil v Supercoppa italiana, dostal se do finále Coppa Italia a především do finále Ligy mistrů UEFA, kde kvůli žlutým kartám nemohl nastoupit. Do historie se nesmazatelně zapsal vítězstvím v anketě Zlatý míč, kde triumfoval v roce 2003. Dnes působí jako člen realizačního a manažerského týmu v tomto klubu.
Dalším krajanem v klubu byl Zdeněk Grygera. Reprezentační obránce přišel do klubu na Nedvědovo doporučení a strávil zde 4 sezony (2007–2011). Během nich odehrál 114 duelů a vstřelil 3 góly. Do turínského klubu přestoupil v lednu 2007 a byl členem týmu, který zvítězil v Serii B a postoupil zpět do Serie A. 31. srpna 2011 přestoupil do anglického Fulham FC.
Zatím posledním českým fotbalistou, který podepsal smlouvu s Juventusem, je zlínský talent Roman Macek. Tento mládežnický reprezentant České republiky přišel do italského velkoklubu v červenci 2013 ve svých šestnácti letech.